# Nerina e Nibbio
Nerina e Nibbio (auch Nibbio e Nerina; im Libretto ist kein Titel angegeben) ist ein Opernintermezzo in zwei Teilen von Giovanni Battista Pergolesi. Das Libretto verfasste vermutlich Domenico Caracajus. Das Werk erlebte seine Uraufführung im Januar 1732 im Teatro San Bartolomeo in Neapel zwischen den drei Akten der Opera seria La Salustia desselben Komponisten. Die Musik ist nicht erhalten.

## Werkgeschichte
Nerina e Nibbio ist das erste der drei Opernintermezzi Pergolesis. Es wurde im Januar 1732 im Teatro San Bartolomeo zwischen den Akten seiner Oper La Salustia aufgeführt. Für die Uraufführung dieser Oper war ursprünglich der Soprankastrat Nicolò Grimaldi („Nicolini“) eingeplant. Doch dieser erkrankte während der Probenzeit und verstarb am 1. Januar 1732 noch vor der Uraufführung. Als Ersatz wurde der erst siebzehnjährige Soprankastrat Gioacchino Conti („Gizziello“) aus Rom herbeigerufen. Pergolesi musste daher kurzfristig einige Änderungen an La Salustia vornehmen. Die Uraufführung konnte erst in der zweiten Januarhälfte stattfinden.
Als Textautor des zwischen den Akten von La Salustia gespielten Intermezzos wird Domenico Caracajus vermutet. Caracajus komponierte auch die Musik zu den Rezitativen des zweiten Intermezzo-Teils – vermutlich weil Pergolesi aufgrund der notwendigen Umarbeitung der Hauptoper die Zeit ausging.
Bei der Uraufführung im Januar 1732 im Teatro San Bartolomeo in Neapel sangen die Sopranistin Celeste Resse (Nerina) und der Buffo-Bass Gioacchino Corrado (Nibbio). Beide Sänger waren damals auf komische Intermezzo-Rollen spezialisiert. Celeste Resse ist vermutlich identisch mit der später durch Aufführungen von Opern Johann Adolf Hasses und Georg Friedrich Händels unter dem Namen „La Celestina“ bekannt gewordenen Celeste Gismondi. Corrado sang in den folgenden Jahren auch in den Uraufführungen von Pergolesis La serva padrona und La contadina astuta.
Die Musik des Intermezzos ist nicht erhalten.